# Élection du maire des Midlands-de-l'Ouest de 2017
Pour un article plus général, voir Élections locales britanniques de 2017.
L’élection du maire des Midlands-de-l'Ouest de 2017 a lieu le 4 mai 2017.

## Résultats
| Parti                        | Candidat         | 1er tour | %    | 2e tour | %    | Total   | %    |
| ---------------------------- | ---------------- | -------- | ---- | ------- | ---- | ------- | ---- |
| Parti conservateur           | Andy Street      | 216 280  | 41,9 | 22 348  | 47,6 | 238 628 | 50,4 |
| Parti travailliste           | Siôn Simon       | 210 259  | 40,8 | 24 603  | 52,4 | 234 862 | 49,6 |
| Libéraux-démocrates          | Beverley Nielsen | 30 378   | 5,9  |         |      |         |      |
| UKIP                         | Pete Durnell     | 29 051   | 5,6  |         |      |         |      |
| Parti vert                   | James Burn       | 24 260   | 4,7  |         |      |         |      |
| Parti communiste britannique | Graham Stevenson | 5 696    | 1,1  |         |      |         |      |